# Glasmacherstuhl

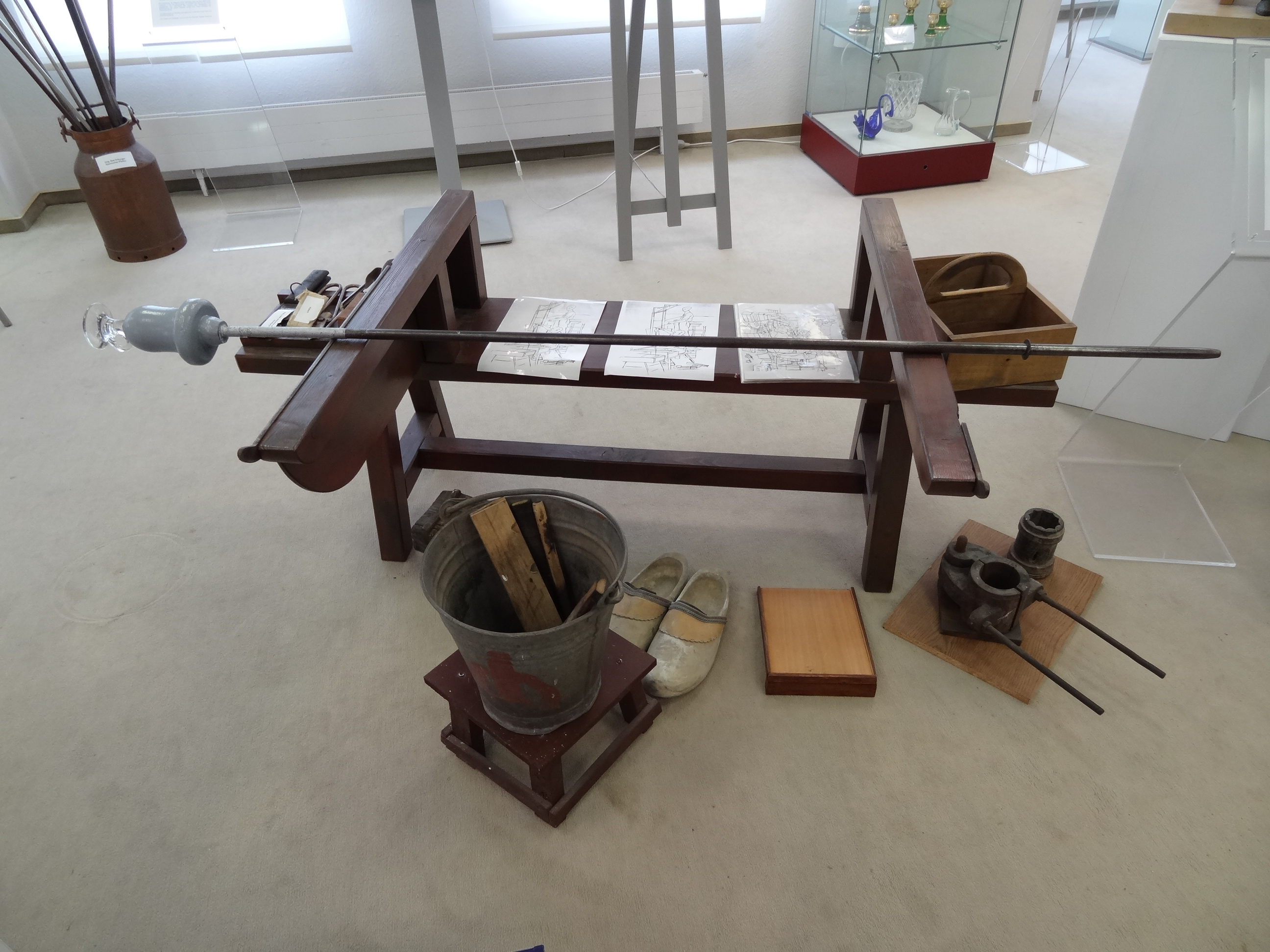
Glasmacherstuhl

Der Glasmacherstuhl ist eine Vorrichtung in der Glasherstellung. Bekannt ist der Stuhl aus der Hochzeit der venezianischen Glasherstellung. Er dient zur Herstellung von Hohlglaswaren, wie Flaschen und ähnliche Produkte. Der Glasmacher sitzt bei der Arbeit und wird durch einen Helfer unterstützt durch Zureichung der Rohglasmasse für das Produkt. Die sogenannten Lehnen dienen zum Rollen des Glasgutes.
Bisher wurden bei der Flaschenfabrikation die sogenannten bancs de grands garçons, die Fertigmacherstühle, verwendet. Die Unzulänglichkeit dieser Vorrichtung wurde durch die französischen Erfinder Collignon und Clavon in einer Glashütte in Trélon geändert. Sie ließen sich einen Stuhl patentieren, welchen sie „banc à guides“ (Stuhl mit Führung) nannten und der dazu bestimmt war, die bisherigen Herstellungsmängel zu beseitigen. Bei Anwendung dieses Apparates fielen alle Wülste und Ringe in den Flaschenmündungen weg. Die Durchmesser waren gleichmäßiger und alle schief gewordenen Hälse konnten wieder gerade gerichtet werden.